# Pojištění schopnosti splácet
Pojištění schopnosti splácet řeší platební neschopnost pojištěného a to v případě ztráty zaměstnání nebo dlouhodobé nemoci. 

## Pojištění schopnosti splácet
Neschopnost splácet své závazky vůči finančním institucím lze pojistit pojištěním schopnosti splácet. Tento stav může nastat v situacích, kdy klient banky či jiné finanční společnosti nabízející úvěry přišel o zaměstnání, či je dlouhodobě nemocný. Nejčastěji tento druh pojištění je poskytován s nabídkou spotřebitelských úvěrů, splátkovým prodejem a hypotečním úvěrem při uzavírání těchto produktů. U spotřebitelských úvěrů a splátkového prodeje větší nelze pojištění schopnosti splácet dodatečně uzavřít. U hypotečních úvěrů lze pojištění sjednat i později nejdéle však do šesti měsíců od uzavření smlouvy.

## Pojistné
Pojistné se u pojištění schopnosti splácet vypočítává individuálně, jak pro jednotlivá rizika tak i pro výši úvěru. Pojistné plnění nastává v případě ztráty zaměstnání po 40 až 60 dnech od registrace na úřadu práce. Následně pojišťovna uhradí 4 až 12 splátek po sobě jdoucích měsíčních splátek úvěru. V případě pracovní neschopnosti z důvodu onemocnění musí nemoc trvat 28 až 60 dní a následně pojišťovna plní 12 po sobě jdoucích měsíčních splátek úvěru.